# ایل بوربور

ایل بوربور از ایلات لر است که امروزه در سراسر این کشور پراکنده‌شده‌است. از مناطق سکونت بوربورها می‌توان به آذربایجان، ورامین، گرمابسرد دماوند، خراسان شمالی، فارس و کرمان اشاره کرد. برخی از بوربورها زیرمجموعه‌ای از ایلات دیگر چون افشار، بهارلو، بختیاری، هداوند، خمسه، قشقایی و ترکمن شده‌اند.